# Čazma
Čazma (madžarsko Csázma, lat. Chasma) je mesto na Hrvaškem (z okoli 2.500 prebivalci 2021; okoli leta 2000 še 3.000; v upravnem obočju pa jih ima 6.900, okoli 2000 še skoraj 9.000, 2011 pa 8.077) ki upravno spada pod Bjelovarsko-bilogorsko županijo.

## Lega
Čazma leži v Moslavini na obronkih Moslovačke gore 60 km jugovzhodno od Zagreba in 30 km zahodno od Bjelovarja.
V bližini je (istoimenska) reka Česma (tudi Čazma).

## Zgodovina
V starih listinah se kraj prvič omenja v 11. stoletju pod imenom Csezmice. Med leti 1227 do 1247, ko je zagrebško škofijo vodil škof Stjepan II. Babonić je na kraju starega naselja osnoval novo naselje, ki ga je imenoval Nova Čazma. V novem naselju je škof zgradil škofijski dvorec, ki je bil kasneje preurejen v trdnjavo, namenjeno obrambi pred Turki. Leta 1232 je škof Stjepan II. Babonić ustanovil v Novi Čazmi kolegiatni kapitelj. Leta 1242 so kraj opustošili Tatari. Kapitelj je v Čazmi deloval do leta 1537, ko je bil preseljen v Varaždin. Tega leta so Čazmo začeli oblegati Turki. Trdnjavo je do tal porušil Malkač-beg sedem let po zavzetju Čazme. Leta 1552 je Čazma prišla pod turško oblast in postane sedež istoimenskega sandžaka. Turška oblast je trajala do leta 1606. Po odhodu Turkov je hrvaški ban Erdődy (Bakács) od Monyorókeréka 2. Toma (1558 do 1624) obnovil škofijski dvorec.

## Demografija
| Pregled števila prebivalcev po letih | Pregled števila prebivalcev po letih | Pregled števila prebivalcev po letih | Pregled števila prebivalcev po letih | Pregled števila prebivalcev po letih | Pregled števila prebivalcev po letih | Pregled števila prebivalcev po letih | Pregled števila prebivalcev po letih | Pregled števila prebivalcev po letih | Pregled števila prebivalcev po letih | Pregled števila prebivalcev po letih | Pregled števila prebivalcev po letih | Pregled števila prebivalcev po letih | Pregled števila prebivalcev po letih | Pregled števila prebivalcev po letih |      |      |  |
| ------------------------------------ | ------------------------------------ | ------------------------------------ | ------------------------------------ | ------------------------------------ | ------------------------------------ | ------------------------------------ | ------------------------------------ | ------------------------------------ | ------------------------------------ | ------------------------------------ | ------------------------------------ | ------------------------------------ | ------------------------------------ | ------------------------------------ | ---- | ---- |  |
| 1857                                 | 1869                                 | 1880                                 | 1890                                 | 1900                                 | 1910                                 | 1921                                 | 1931                                 | 1948                                 | 1953                                 | 1961                                 | 1971                                 | 1981                                 | 1991                                 | 2001                                 | 2011 | 2021 |  |
| 489                                  | 562                                  | 657                                  | 695                                  | 918                                  | 1011                                 | 961                                  | 1137                                 | 1197                                 | 1325                                 | 1353                                 | 1754                                 | 2489                                 | 2785                                 | 2878                                 | 2801 | 2424 |  |